# モハマッド・ヤーシン・サデキ
モハマッド・ヤーシン・サデキ（1946年 - ）は、アフガニスタンの政治家、軍人（政治将校）。中将。

## 経歴
カーブル周辺のカマリ村に生まれる。タジク人。バブラク・カールマルの母方の親戚。1966年からアフガニスタン人民民主党、パルチャム派。1973年、化学技術者専攻で、モスクワ化学技術大学を卒業。
- 1972年～1977年 - 窒素肥料工場とマザーリシャリーフ市の発電所の技師、班長、主任技師、工場長
- 1974年 - 将校として軍に勤務
- 1977年～1978年 - カーブル自動機械専門学校の講師

1978春の四月革命後、再び窒素肥料工場と発電所の所長。間もなく、工場内での「パルチャム派の陰謀」と関連して、所長から降格され、その後解雇された。この事件は、ハルク派のヌール・ムハンマド・タラキーとハフィーズッラー・アミーンにより、パルチャム派弾圧の口実として利用された。解雇後、サデキは、地下に潜伏し、武装組織を創設し、土地改革に反対するよう農民を恫喝した。
ソビエト軍のアフガン侵攻とカールマル政権樹立後の1980年、アフガニスタン人民民主党バルフ州委員会書記となる。
- 1981年～1982年 - 北東地帯全権代表代行を兼任
- 1982年4月 - 閣僚会議附属地方権力機関局長
- 1982年9月 - 軍政治総局長。同年末にアフガニスタン人民民主党中央委員会委員
- 1982年12月12日 - 党中央委員会書記
- 1986年1月16日 - 革命閣議議員
- 1986年5月 - ムハンマド・ナジーブッラーの書記長選出後、政治総局において、反対者と支持者のリストを作成した。
- 1986年7月10日 - 党と軍の全職務を解任
- 1987年 - 鉱業・産業次官兼窒素肥料工場長
- 1988年 - ナジーブッラーの命令により逮捕され、6ヶ月間、独房に収監された。
- 1989年 - 建設第一次官

1992年、家族を連れてモスクワに移住。難民の資格を得て、モスクワ化学技術大学の寮に在住。1990年代末～2000年代初め、大学院を卒業し、2001年、化学技術科学準博士の学位を取得した。